# Ton van Boven
Anthony (Ton) van Boven (Voorschoten, 28 januari 1925 - 's-Gravenhage, 6 mei 2009) was een Nederlands politicus. Hij was Eerste Kamerlid namens de Volkspartij voor Vrijheid en Democratie.
Van Boven was leraar geschiedenis en rector, die als onderwijsdeskundige optrad in de Eerste Kamer en zich verder bezighield met binnenlandse en Buitenlandse Zaken. Hij was een toonbeeld van de deftige Haagse liberaal-oude-stijl. Donateur van de sportclub HVV en lid van herensociëteit 'De Witte'. Hij was een voorkomende en op-en-top verzorgde senator, die op de fiets naar het Kamergebouw kwam.
- Biografisch Portaal: 88407272
- Parlement.com: vg09llmfqcz1